# لاپوتا قلعه‌ای در آسمان
لاپوتا قلعه‌ای در آسمان (به ژاپنی: (天空の城ラピュタ Tenkū no Shiro Rapyuta) یک فیلم ماجراجویی فانتزی پویانمایی که در سال ۱۹۸۶ بر اساس داستانی فانتزی از خود هایائو میازاکی و تحت تأثیر بسیاری از افسانه‌های و آموزه‌های شرقی ساخته شده و همانند دیگر کارهای این کارگردان سرشار از زیبایی‌های دیداریست. این فیلم به تهیه‌کنندگی ایسائو تاکاهاتا، پویانمایی شده توسط استودیو جیبوری و به‌وسیلهٔ شرکت توئی توزیع شده است. در نقش‌های صداپیشگی، نسخه اصلی ژاپنی مایومی تاناکا، کیکو یوکوزاوا، کوتوئه هاتسویی و مینوری ترادا ایفای نقش می‌کنند. از آنجایی که مخاطب اصلی از فیلم کودکان هستند کارگردان با آوردن شخصیت‌های فرعی و کمدی و تعدد رویدادها بر حس ماجراجویانه فیلم افزوده است. این انیمه اولین فیلمی است که توسط استودیو جیبوری تولید و توزیع شد.

## خلاصه داستان
این پویانمایی روایتگر تلاش دو نوجوان به نام‌های شیتا و پازو برای رسیدن به قلعه‌ای به نام لاپوتا است. قلعه‌ای که باقی‌مانده از سرزمینی معلق در آسمان است که سال‌ها انسان‌ها بر روی آن در آرامش زندگی می‌کردند ولی بر اثر پدیده‌ای ناشناخته مجبور به بازگشت بر روی زمین می‌شوند. (هرچند خودِ شیتا در سکانسی از فیلم می‌گوید: «ساکنان اصلی لاپوتا، آن جا را به خاطر حرص و طمع بعضی انسانهای گمراه برای دست یابی به قدرت بی پایان لاپوتا ترک کردند؛ چیزی که دیگر جایی برای دوستی و صمیمیت باقی نگذاشت.») لاپوتا مورد توجه دو گروه دیگر نیز قرار دارد: راهزنانی که سال‌ها به دنبال گنج باقی‌مانده از تمدن شکوفای مردم آن سرزمین هستند و شخصی دولتی به نام موسکا که با سوء استفاده ارتش سعی دارد با دستیابی به تکنولوژی پیشرفته و روبات‌های باقی‌مانده در این قلعه به زمین بازگشته و یک امپراتوری خودکامه برپا کند. کلید رسیدن به لاپوتا نگین گردنبندی بر گردن شیتا است، دختری که اجدادش زمانی در این شهر افسانه‌ای زندگی می‌کردند. پازو نیز پسری که پدرش سال‌ها پیش در سفری توانسته عکسی از لاپوتا بیندازد و سودای رسیدن به آن را در سر دارد برای محافظت از دختر وارد ماجرا می‌شود.

## تأثیرپذیری
نام «لاپوتا» برگرفته از سفرهای گالیور اثر جاناتان سوییفت است؛ چنان‌که در این کتاب نیز لاپوتا نام یک جزیره معلق است که توسط ساکنانش هدایت می‌شود. این انیمه همچنین از حماسه هندی رامایانا نیز تأثیر پذیرفته؛ به گونه‌ای که نام شیتا از «سیتا»، یکی از شخصیت‌های زن اصلی این کتاب برگرفته شده است.
همچنین کتیبه‌های لاپوتا با خط میخی نوشته شده‌اند و در دیواره‌های مکعبیِ لاکوتا طرح‌واره‌هایی مانند صلیب شکسته را می‌توانیم ببینیم که نشان‌دهندهٔ بهره‌گیری میازاکی از نمادها و عناصر دیداری فضاهای باستانی در فیلم است.

## معادل‌های انگلیسی
1. ↑  Sheeta
2. ↑  Pazu
3. ↑  Laputa
4. ↑  Muska